# Авдієвський Юрій Іванович
Юрій Авдієвський (нар. 18 квітня 1957, Холми, Корюківський район, Чернігівська область ) — український артист балету. Заслужений артист України (1987).

## Життєпис
Походив з сільської родини. Народився у 1957 році у селі Холми (тепер смт) Корюківського району Чернігівської області (Україна). Після закінчення загальноосвітньої школи поступив до Ніжинського культосвітнього училища, яке закінчив 1978 року.
У 1979 році почав працювати у Київському мюзік-холі артистом балету. У 1981 році перейшов до ритм-балету «Троянда» Хмельницької обласної філармонії. У 1982 році перейшов до Українського державного ансамблю пісні і танцю «Подолянка» (нині «Козаки Поділля»).
У 1987 році Юрію Авдієвському присвоєно звання «Заслужений артист України».
Від 1996 року співпрацює із Лондонським ансамблем українського танцю «Мазепа» (керівник Д. Торконьяк), де поставив гопак. Гастролював із цим колективом у Великій Британії, Швейцарії, Норвегії.

## Характеристика
Юрій Авдієвський — танцюрист з відмінними сценічними і технічними даними. Виконавець провідних партій репертуару колективу балетної групи ансамблю. Його виступи завжди характеризувались танцювальною виразністю. Працюючи артистом, успішно поєднував роботу з балетмейстерською діяльністю.